# Batterij (Terneuzen)
Batterij is een buurtschapsdeel van Zwartenhoek in de gemeente Terneuzen in de Nederlandse provincie Zeeland. De buurtschap, in de regio Zeeuws-Vlaanderen, ligt ten noordoosten van Westdorpe en de buurtschap Zwartenhoek en ten oosten van het kanaal Gent-Terneuzen. Batterij is gelegen aan de Graaf Jansdijk B ten noordoosten van de kruising met de Eversdam en aan de Sasdijk tot de Batterijweg. De buurtschap bestaat uit een aantal boerderijen en dijkhuisjes. De buurtschap is vernoemd naar de nabijgelegen batterij Zwartenhoek. Sommige kaarten geven Batterij als een aparte buurtschap weer andere kaarten laten Batterij deels overlappen met het noordelijke deel van Zwartenhoek. In Batterij liggen het natuurgebied Zwartenhoekse Kreek en het rijksmonument Zwartenhoekse zeesluis.

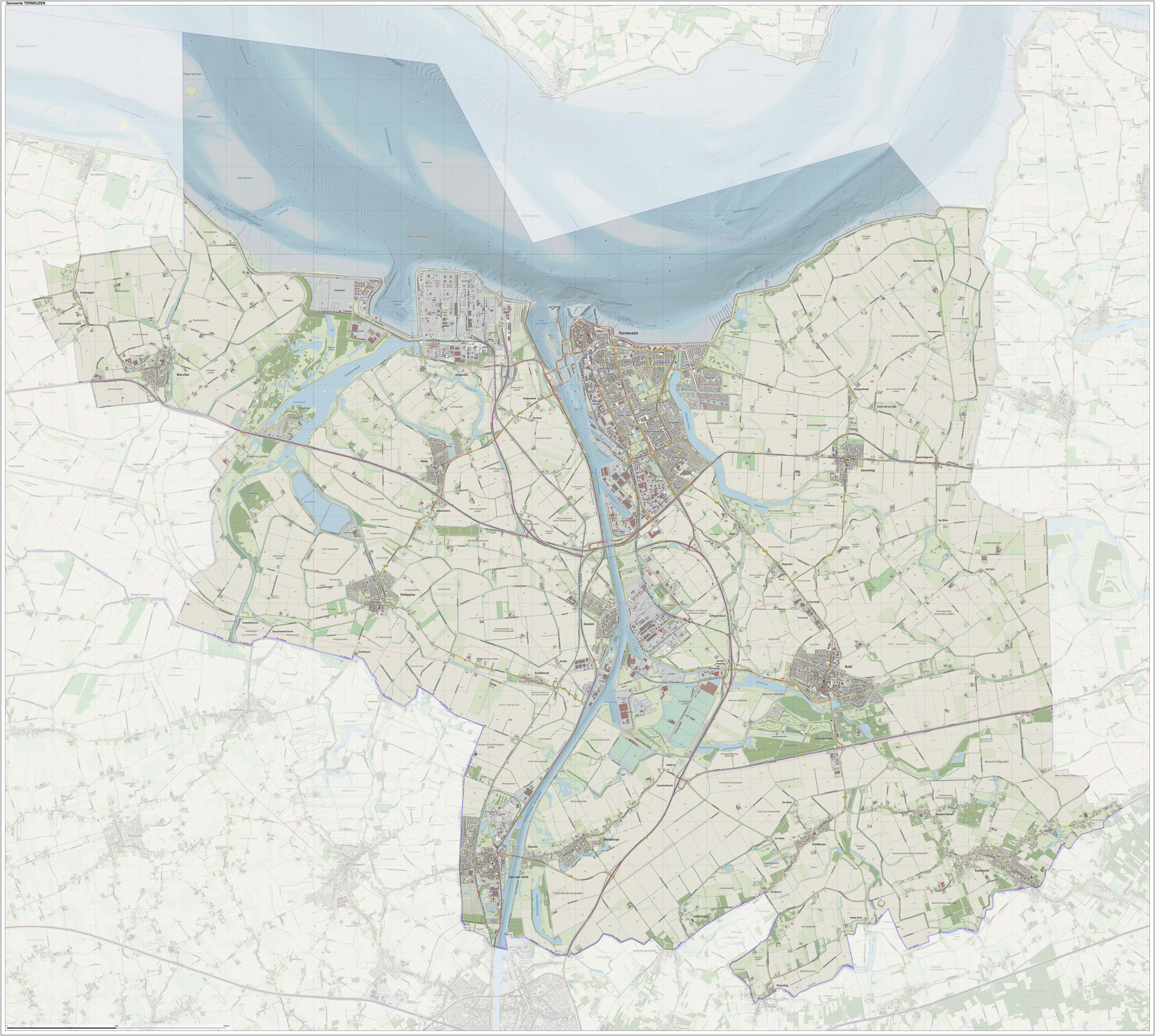
Een kaart uit 2014 van de gemeente Terneuzen met Batterij als buurtschap aangegeven.

Steden: Axel · Biervliet · Philippine · Sas van Gent · Terneuzen

Dorpen: Hoek · Koewacht · Overslag · Sluiskil · Spui · Westdorpe · Zaamslag · Zandstraat · Zuiddorpe

Buurtschappen: Den Abeele · Altena · Axelschestraat · Batterij · Berdelingebuurte (deels) · Boerengat · Bontekoe · Boschdorp · Boschdorp · Bouchauterhaven · Cootjesdorp · De Sluis · Driedijk · Driekwart · Drieschouwen · Driewegen · Eendragt · Het Fort · Fort Ferdinandus · Griete · Hasjesstraat · Haven (deels) · Hazelarenhoek · Het Zand · Hoek van de Dijk · Holleken (deels) · Hoogedijk · Isabellahaven · Kampersche Hoek · Kijkuit · Klein Gent · Knol · De Kraag · Kruispad · Kwakkel · Magrette · Mauritsfort · Molenhoek · De Muis · Nieuwemolen · Nieuwlandse Molen · Othene · Oude Molen · Oude Polder · Paradijs · Passluis · Poonhaven · Posthoorn (deels) · De Put · De Ratte · Reedijk · Reuzenhoek · Rijgerij · Roodesluis · Schaapdijk · Schapenbout · Sint Andries · Steenovens · De Sterre · Stoppeldijkveer (deels) · Stroodorpe · Vaartwijk · Vaatje · Val · Varempé · Waterhuis · Watervliet · Wouterij · Wulpenbek · Zaamslagveer · Zandplaat · Zwartenhoek

Streekje: Tweekwart

Historische plaatsen: Axelsche Sassing · Noordhoek · De Stuiver · Triniteit · Vingerling

Zeeland: Steden en dorpen in Zeeland      Nederland: Provincies · Gemeenten